# 阿基莱·皮奇尼
阿基莱·皮奇尼（義大利語：Achille Piccini，1911年10月24日—1995年2月14日），意大利男子足球运动员。他曾代表意大利国家队参加1936年夏季奥林匹克运动会足球比赛，获得金牌。